# Arahura (Schiff, 1983)
Die Arahura war eine 1983 in Dienst gestellte Eisenbahnfähre der neuseeländischen Reederei Interislander. Das Schiff war mehr als dreißig Jahre lang auf der Strecke von Wellington nach Picton im Einsatz, ehe es im Juli 2015 ausgemustert und im Oktober 2015 zum Abwracken nach Indien verkauft wurde. Zum Zeitpunkt ihrer Indienststellung war die Arahura das größte Passagierschiff unter neuseeländischer Flagge. Im Laufe seiner Dienstzeit absolvierte die Fähre mehr als 50.000 Überfahrten durch die Cookstraße.

## Geschichte

### Planung und Bau
Der Bau der Arahura wurde im Jahr 1981 durch das neuseeländische Verkehrsministerium beschlossen. Unter verschiedenen Werften in Europa und Asien konnte sich schließlich die Aalborg Værft in Aalborg durchsetzen, wo das Schiff unter der Baunummer 245 auf Kiel gelegt wurde und am 18. März 1983 vom Stapel lief. Der Entwurf der Arahura stammte von der britischen Marinearchitektin Burness Colett. Das Schiff war als Ersatz für die beiden kleineren Fähren Aramoana und Aranui konzipiert, die im Jahr 1984 ihren Dienst beendeten und an neue Eigner wechselten. Die Arahura wurde vom neuseeländischen Verkehrsministerium für die staatseigene New Zealand Railways in Auftrag gegeben und war der erste staatliche Neubau seit der Aratika im Jahr 1974. Der Name Arahura stammt aus der Maorischen Sprache und bedeutet übersetzt Weg zum Morgengrauen. Des Weiteren tragen eine Stadt und ein Fluss in Neuseeland diesen Namen. Von 1905 bis 1952 existierte bereits ein kleines Passagierschiff namens Arahura, das von der Union Steam Ship Company und später von der Anchor Line bereedert wurde.
Am 12. November 1983 fand die Übernahme der Fähre durch die New Zealand Railways statt, anschließend wurde das Schiff nach Neuseeland überführt.

### Dienstzeit

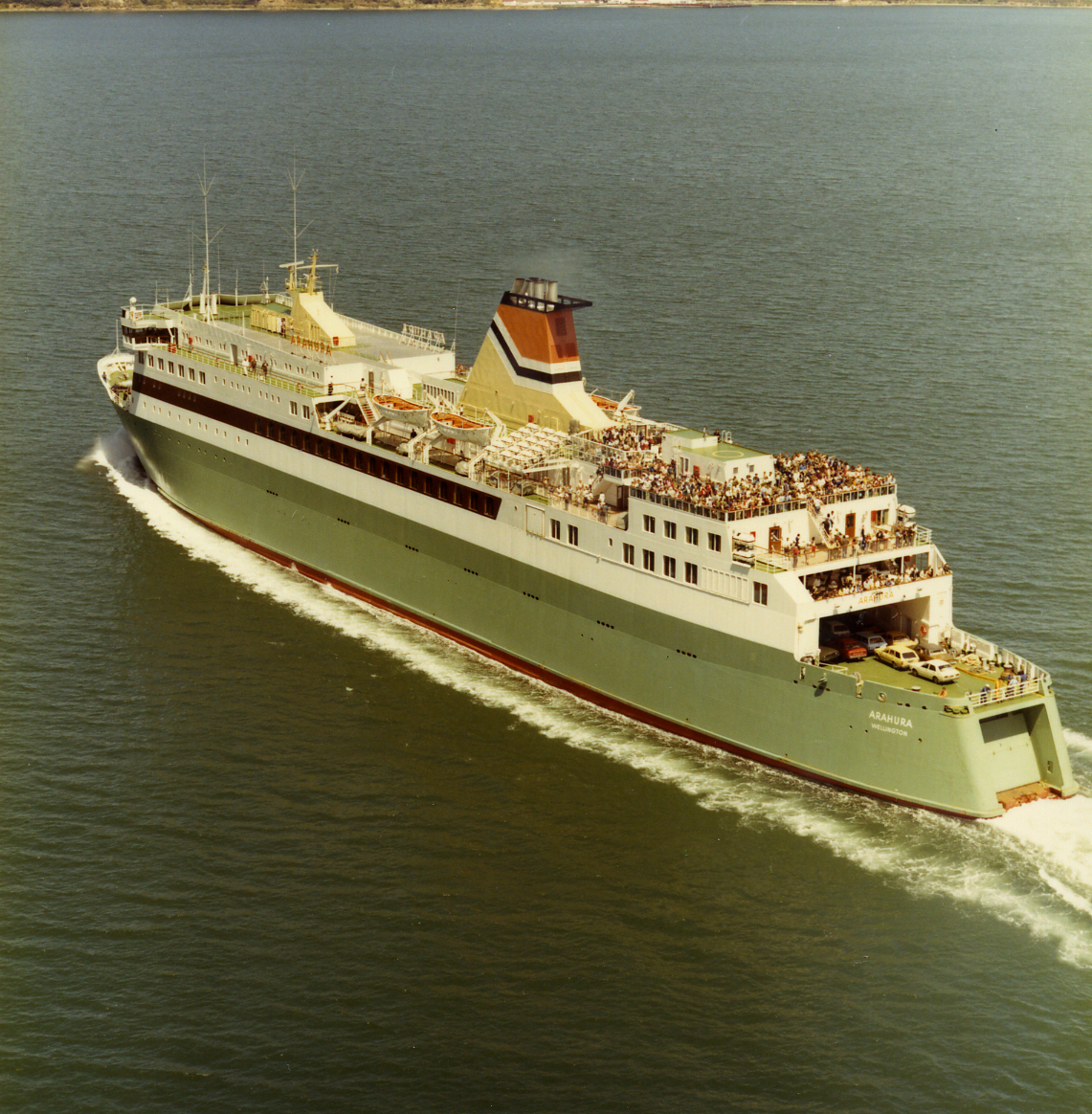
Die Arahura auf ihrer Jungfernfahrt, 1983

Am 13. Dezember 1983 wurde die Arahura auf der Strecke von Wellington nach Picton in Dienst gestellt. Sie war zum Zeitpunkt ihrer Indienststellung das größte Passagierschiff Neuseelands und wurde erst 1998 von der Aratere in der Länge (und nach deren Umbau im Jahr 2011 auch in der Tonnage) übertrumpft und somit in dieser Position abgelöst. Die Arahura stach bei Ablieferung vor allem durch eine im Vergleich zu anderen Fähren auf dieser Strecke hohe Dienstgeschwindigkeit und ein modernes Brückensystem hervor. Auch der Wulstbug des Schiffes galt als Innovation.
Im Februar 1986 evakuierte die Arahura die Passagiere und Besatzungsmitglieder des sowjetischen Kreuzfahrtschiffes Mikhail Lermontov, das vor den Marlborough Sounds auf einen nicht verzeichneten Felsen auflief und wenige Stunden später sank.
1989 erhielt die Arahura als erstes Schiff in der Interislander-Flotte eine neue Bemalung. Der bislang grüne Rumpf des Schiffes wurde weiß gestrichen. Auf dem Schornstein befand sich fortan ein Bild des Pelorus Jack, ein Rundkopfdelfin, der von 1888 bis 1912 Schiffe durch die Cookstraße verfolgte und so Bekanntheit erlangte.
Am 11. April 1989 wurde die Arahura während einer Überfahrt vor Wellington von einem Sturm getroffen, der eine Stärke von bis zu 111 km/h erreichte. Durch den starken Wellengang rollte das Schiff um 41 Grad zur Seite, wodurch mehrere Passagiere verletzt und Fahrzeuge auf dem Autodeck beschädigt wurden.
Ab 1996 wurde das bislang direkt von New Zealand Railways bereederte Schiff für Interislander eingesetzt. Am 23. August 2004 traf die Arahura in Hobart ein, um dort für insgesamt 4,5 Millionen neuseeländische Dollar modernisiert zu werden. Am 23. September 2004 kehrte das Schiff schließlich in den Dienst zurück.

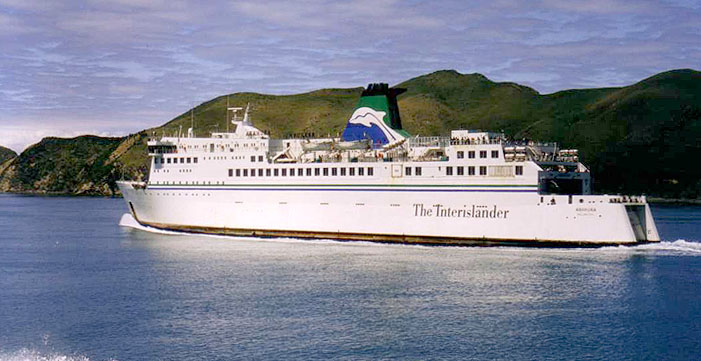
Die Arahura vor den Marlborough Sounds, Februar 2000

Am 30. April 2008 unterbrach die Arahura den Liniendienst für mehrere Monate, um im Mai 2008 in Singapur umgebaut zu werden. Hierbei erhielt sie erneut eine veränderte Rumpfbemalung sowie ein neues Logo im Schornstein. Nach Abschluss der Umbauarbeiten ging das Schiff in den Besitz der zur New Zealand Railways gehörenden Kiwi Rail über, die es am 28. September 2008 wieder auf seiner alten Strecke in Dienst stellten.
Am 26. Juni 2014 erreichte die Arahura die Marke von 50.000 Überfahrten durch die Cookstraße. Sie legte dabei eine Strecke von mehr als 4,6 Millionen Kilometern zurück. Anfang September 2014 wurde das Schiff in der Devonport Naval Base in Auckland für drei Wochen im Trockendock generalüberholt, um den Betrieb für ein weiteres Jahr möglich zu machen. Am 22. September kehrte die Arahura in den Liniendienst zurück.

### Ausmusterung und Abbruch
Im Dezember 2014 wurde die geplante Außerdienststellung der Arahura für Mitte des Jahres 2015 bekanntgegeben. InterIslander suchte bereits seit drei Jahren nach einem Ersatz für das alternde Schiff und fand einen solchen in der 1998 in Dienst gestellten Stena Alegra der Stena Line. Am 29. Juli absolvierte die Arahura ihre letzte Überfahrt nach mehr als drei Jahrzehnten im Dienst. Wegen neuer Bestimmungen hätte das Schiff keine Passagiere mehr befördern dürfen. Eine Modernisierung zum Fortsetzen des Passagierbetriebs hätte 25 Millionen Dollar gekostet. Am 30. Juli 2015 wurde die Arahura ausgemustert und durch die mittlerweile in Kaiarahi umbenannte Stena Alegra ersetzt.
Am 3. Oktober 2015 ging das Schiff in den Besitz einer indischen Abwrackwerft über. Bereits im September wurde es für die Überführungsfahrt zum Abbruch in Ahura umbenannt und auf den Palauinseln mit Malakal als Heimathafen registriert. Am 3. November 2015 traf die frühere Arahura in Alang ein, wo sie bis zum Januar 2016 vollständig abgewrackt wurde.
In seiner fast 32 Jahre andauernden Dienstzeit beförderte das Schiff in seinen über 50.000 Überfahrten mehr als zehn Millionen Passagiere. Aufgrund seiner langen Dienstzeit erhielt es den Spitznamen Quiet Achiever (stiller Erfolgstyp).

## Maschinenanlage
Die Arahura war mit vier Dieselmotoren vom Typ Wärtsilä-Vasa V32 ausgestattet, die eine Leistung von jeweils 3.800 kW besaßen und mit vier GEC-Elektromotoren verbunden waren. Sie war damit eines von nur wenigen Fährschiffen mit dieselelektrischem Antrieb. Die Höchstgeschwindigkeit des Schiffes betrug knapp zwanzig Knoten. Der Antrieb der Arahura bestand aus zwei Verstellpropellern der Karlstads Mekaniska Werkstad. Die Treibstofftanks des Schiffes hatten ein Fassungsvermögen von bis zu 450.000 Liter. Die an Bord befindlichen Generatoren erbrachten eine Leistung von bis zu 14 Megawatt.
Besonders in den letzten Dienstjahren galt die Maschinenanlage der Arahura als kostenaufwendig. Im täglichen Dienst wurden 50 Tonnen Treibstoff verbraucht, die Generatoren benötigten zusätzlich fünf Tonnen täglich. Aus diesem Grund wurde ab Mai 2015 der Treibstoff der Schiffes für Einsparungen mit geringen Mengen Wasser vermischt.

## Ausstattung
Die Passagiereinrichtungen der Arahura befanden sich auf den Decks 7 bis 9. Zum Zeitpunkt seiner Indienststellung verfügte das Schiff über folgende Einrichtungen:
Auf Deck 7 befand sich der Eingangsbereich, durch den die Passagiere das Schiff betraten. Neben dem Zahlmeisterbüro war auf diesem Deck zudem ein Spielezimmer, ein Spielbereich für Kinder, eine Cafeteria, ein Konferenzraum, drei Lounges sowie eine Bar mit angrenzender Terrasse untergebracht. 

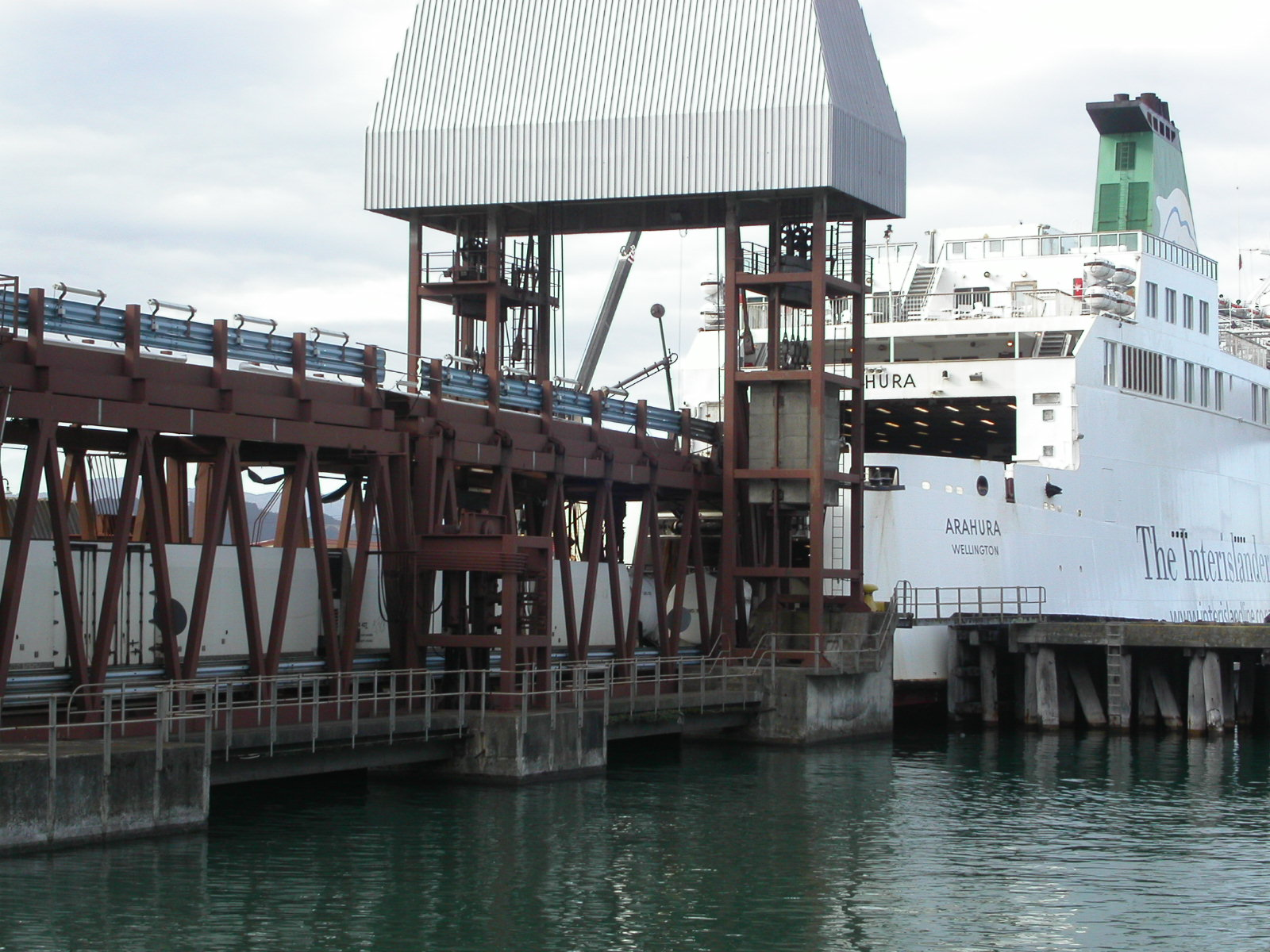
Beladen der Arahura in Wellington, April 2003

Auf Deck 8 waren neben einem Kino im Heckbereich eine Music Lounge sowie die Senior Citizens Lounge untergebracht. Im vorderen Bereich befand sich eine Aussichtslounge sowie ein Kinderbereich mit einer Eisbar. Deck 8 verfügte zudem über zwei Promenadendecks auf der Steuer- und Backbordseite.
Deck 9 bestand aus einer sogenannten Sonnenlounge sowie mehreren offenen Deckflächen mit Sitzmöglichkeiten.
Im Verlauf ihrer Dienstzeit wurde die Inneneinrichtung der Arahura mehrfach modernisiert und umgeändert. So erhielt sie in späteren Jahren einen als Timezone bezeichneten Raum mit Videospielen sowie eine Club Class Lounge. Die Aussichtslounge auf Deck 8 erhielt die Bezeichnung Queen Charlotte Cafe & Bar.
Die auf Deck 3 und Deck 5 verteilten Fahrzeugdecks des Schiffes hatte Kapazität für bis zu 100 PKW sowie 60 Eisenbahnwaggons. Die Straßen- und Schienenfahrzeuge wurden über das Heck geladen. Hierbei wurde eine aus zwei Etagen bestehende Laderampe genutzt.  

## Trivia
Das Schiff war einer der Drehorte für den Film Maiden Voyage – Jungfernfahrt in den Tod aus dem Jahr 2004 (teilweise auch nur unter dem Titel Jungfernfahrt in den Tod ausgestrahlt).